# 珍·斯马特
珍·斯马特（英語：Jean Smart，1951年9月13日—），女，美國演員。曾获得黄金时段艾美奖喜剧类影集最佳女配角和最佳客串女演员。2021年以《天后與草莓》獲得黄金时段艾美奖喜剧类影集最佳女主角